# Rivière Courville
Rivière Courville är ett vattendrag i Kanada.   Det ligger i provinsen Québec, i den sydöstra delen av landet, 300 km norr om huvudstaden Ottawa.
I omgivningarna runt Rivière Courville växer i huvudsak blandskog. Runt Rivière Courville är det mycket glesbefolkat, med 5 invånare per kvadratkilometer.